# Успенский собор (Тарту)

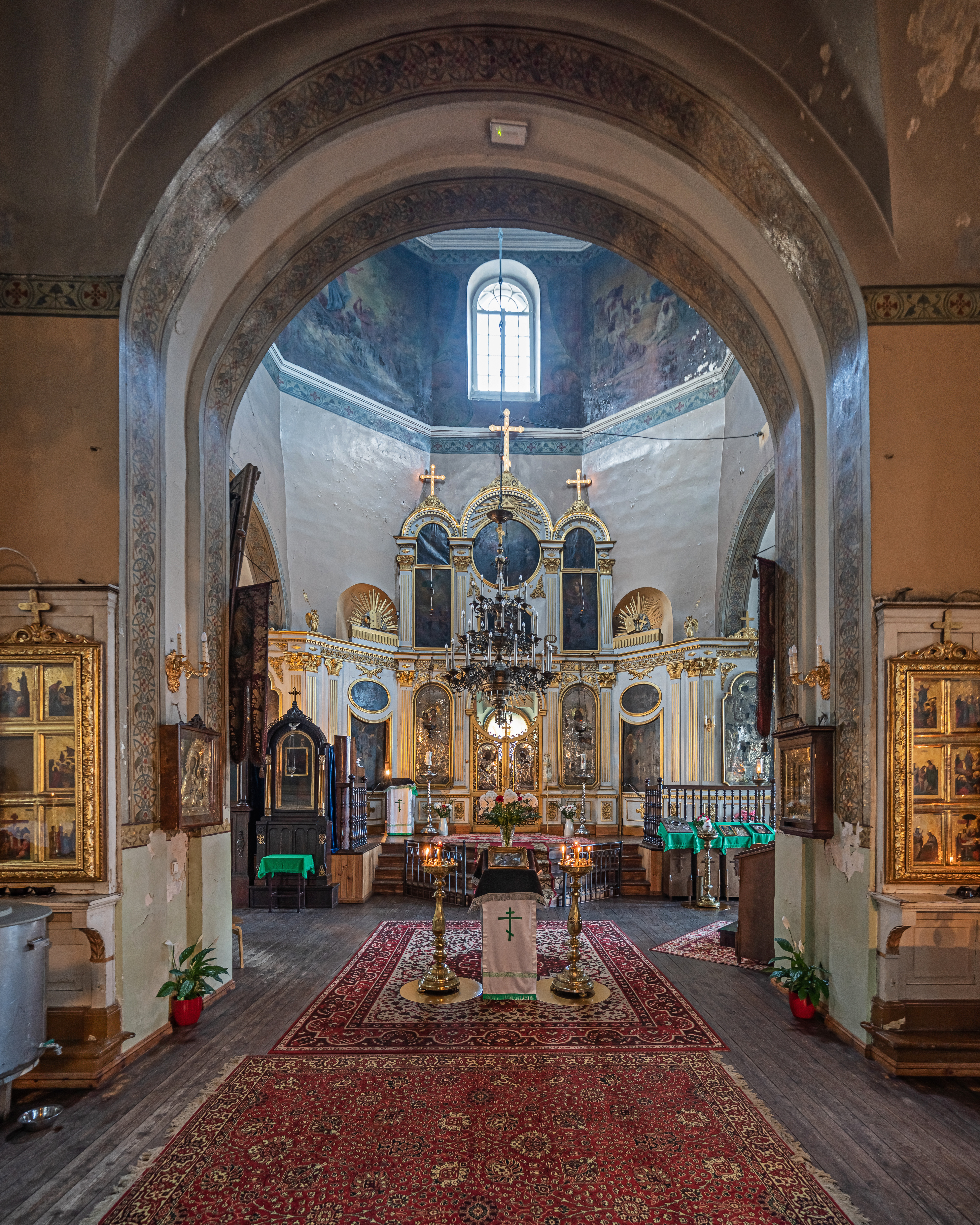
Внутренний вид

Успенский собор (эст. Tartu Uspenski kirik) — православный храм в городе Тарту (Эстония), кафедральный собор Тартуской епархии Эстонской апостольской православной церкви (Константинопольского Патриархата).

## История
Церковь находится на территории бывшего доминиканского монастыря Марии Магдалины, действовавшего в городе с XIII века. Первый православный храм, посвященный Успению Божией Матери, появился в Дерпте вскоре после занятия города русскими войсками в 1704 году. Выстроенная в 1752—1754 годах каменная церковь сильно пострадала во время пожара 25 июня 1775 года.
Новый каменный храм был построен в 1783 году и освящён в честь Успения Божией Матери. Здание было построено по крестообразной схеме, однако в 1840 году церковь получила восьмиугольное основание, большую куполообразную крышу и четыре угловых пристройки.
В соборе покоятся останки священномучеников протоиереев Михаила Блейве и Николая Бежаницкого, расстрелянных большевиками 14 января 1919 года.
В 1997 году был внесён в Государственный регистр памятников культуры Эстонии. Статус кафедрального собора церковь получила 10 января 2009 года.

## Настоятели
- Павел Алексеев (1854—1884, скончался во время службы 29 октября (10 ноября)[4])
- Михаил Блейве (20 июня 1918 — расстрелян 14 января 1919)
- Анатолий Остроумов (1927—1936)
- Ростислав Лозинский (октябрь 1944 — июль 1957)
- Алексий (Ридигер) (15 июля 1957 — 14 августа 1961)
- Симеон (Кружков) (1961 — 21 сентября 1998)

В 1921 году в церкви венчался Игорь Северянин с дочерью домовладельца Фелиссой Круут, в замужестве Лотарёвой, которая ради замужества перешла из лютеранства в православие.